# العمل في الجزيرة العربية (فلم)
العمل في الجزيرة العربية (المعروف أيضًا باسم الخطر في دمشق والمنطقة الدولية)هو فيلم درامي إنتاج عام 1944 من إخراج ليونيد موغي وبطولة جورج ساندرز وفيرجينيا بروس. الفيلم مأخوذ عن رواية متعصب فاس للكاتب إم في هيبردين. العمل في الجزيرة العربية كتبه فيليب ماكدونالد وهربرت ج. بيبرمان. يشمل طاقم الممثلين جين لوكهارت وروبرت أرمسترونج، وتنطوي المؤامرة على مشاكل ومكائد مع النازيين في دمشق، الذين يخططون للسيطرة على قناة السويس.

## حبكة
في ربيع عام 1941، يصل الصحفي الأمريكي مايكل جوردون (جورج ساندرز) وزميله ويليام تشالمرز (روبرت أندرسون) إلى دمشق. عندما يُقتل تشالمرز، ينطلق جوردون لمعرفة السبب. وتساعده العميلة السرية إيفون (فيرجينيا بروس) التي تتعقب مجموعة من المخربين النازيين. تتمحور المؤامرة حول تصرفات جوزيف دانيسكو (جين لوكهارت) الذي يعرض بيع المعلومات، وكذلك المسؤول الدبلوماسي الفرنسي أندريه ليرو (أندريه شارلوت) وإريك لاتيمر (آلان نابير)، مالك فندق إنترناشيونال، وكلاهما يشتبه في أن لهما اتصالات. مع النازيين.
يستعين جوردون بمساعدة ماثيو ريد (روبرت أرمسترونج)، عضو القنصلية الأمريكية ويكشف عن مؤامرة لمناورة العرب للقيام بالتمرد كوسيلة لتحويل مسار هجوم النازيين على قناة السويس. عبد الرشيد (إتش بي وارنر)، الزعيم العربي الموقر، تم خداعه من قبل كريم (جميل حسون)، الزعيم المؤيد للنازية. عندما أثبت جوردون أن ليروكس هو محرض ألماني لعبد الرشيد، أدى ذلك إلى مقتل ريد وليروكس وإصابة جوردون، لكن تم إحباط مؤامرة الهجوم على قناة السويس.

## الاعتمادات
كما ظهر في العمل في الجزائر، (تم تحديد الأدوار الرئيسية واعتمادات الشاشة):
- جورج ساندرز في دور مايكل جوردون
- فرجينيا بروس في دور إيفون دانيسكو
- لينور أوبيرت في دور منيرة الرشيد
- جين لوكهارت في دور جوزيف دانيسكو
- روبرت ارمسترونج في دور ماثيو ريد
- إتش بي وارنر في دور عبد الرشيد
- آلان نابير في دور إريك لاتيمر
- أندريه شارلوت في دور أندريه ليرو (مثل أندريه شارلوت)
- مارسيل داليو في دور شاكا - الأتباع العربي في المطار
- روبرت أندرسون في دور ويليام تشالمرز (يُنسب إلى روبرت أندرسن)
- جميل حسون في دور ابن كريم

## وصلات خارجية
الموقع الرسمي

### الموارد السمعية والبصرية
- على موقع آي إم دي بي
- كتالوج معهد الفيلم الأمريكي
- أول موفي
- قاعدة بيانات الأفلام